# Henry Gréville
Henry Gréville (Paris, 12 de outubro de 1842 - Boulogne-sur-Mer, 26 de maio de 1902), foi o pseudônimo de 'Alice Marie Céleste Durand, nascida Fleury, uma escritora francesa.

## Biografia
Filha de Jean Fleury, um professor, Alice acompanhou seu pai quando ele foi lecionar na Universidade Estatal de São Petersburgo, na Rússia, e ali estudou línguas e ciências. Em 1857, casou com Émile Durand, um professor de francês de São Petersburgo, com quem retornou à França em 1872.
Alice começou a escrever para o Jornal de São Petersburgo, publicando alguns romances, tais como À travers les champs e Sonia, e na França, adotando o pseudônimo Henry Gréville, em homenagem à cidade de seus pais, continuou sua produção literária, com os romances Dosia (1876) e L'Expiation de Savéli (1876), retratando a sociedade russa.
Seus romances foram publicados na Revue des Deux Mondes, Le Figaro, Nouvelle revue, Journal des débats, Le Temps (1861-1942). Dosia recebeu o prêmio Montbon e teve várias edições, com traduções em vários idiomas.
Autora de sucesso em sua época, seu manual Instruction morale et civique pour les jeunes filles foi reeditado 28 vezes entre 1882 e 1891.
Ela morreu de uma congestão, enquanto aguardava tratamento em Boulogne-sur-mer.

## Considerações críticas
Jules Amédée Barbey d'Aurevilly consagrou a ela um capítulo de seus Bas bleus: 
Guy de Maupassant disse sobre ela: 

## Obras
- À travers les champs (Paris: Plon, 1870)[8]
- L'Expiation de Savéli (Plon, 1870)
- Dosia, (Plon, 1876)
- La Princesse Oghérof (Plon, 1876)
- Les Koumiassine (Paris: Plon, 1877)
- Sonia (Paris: Plon, 1877)
- Suzanne Normis (1877)
- La Maison de Maurèze (Paris: Plon, 1877)
- Les Épreuves de Raïssa (1877)
- L'Amie (1878)
- Un violon russe (1879)
- Lucie Rodey (1879)
- Le Moulin Frappier (1880)
- La Cité Ménard (1880)
- Madame de Dreux (Plon, 1881)
- Rose Rozier (1872)
- Un crime (1884)
- Idylle... (1885)
- Cléopâtre (1886)
- Zitka or the Trials of Raissa (Royal Publishing Company, s/d).
- Le Mari D´aurette
- Le Mors Aux Dents
- Le vœu de Nadia, Plon, 1883
- Instruction morale et civique pour les jeunes filles, 1882
- Un crime, 1884
- Un Mystère, Plon, 1890
- La Seconde mère, Nouvelle république, 1901
- L’Héritage de Xénie, Plon, 1924
- Perdue

## Henry Gréville em língua portuguesa
Há várias obras de Gréville traduzidos para a língua portuguesa, entre elas:
- O Anjo Bom, Editora Tecnoprint
- Ariadna, Centro da Boa Imprensa, 1925.
- Sônia (Sonia), Companhia Editora Nacional, Biblioteca das Moças, 1929,[9] tradução de Jorge Jobim.
- A Segunda Mãe (La Seconde mère), Companhia Editora Nacional, Biblioteca das Moças, uma edição, em 1928.[10]
- Perdida (Perdue), Companhia Editora Nacional, Biblioteca das Moças, apenas uma edição, em 1928.[11]
- Dosia (Dosia), pela Companhia Editora Nacional, Biblioteca das Moças, 1930.[12]

## Cinema
- O romance Perdue foi filmado na França em 1919, sob direção de Georges Monca, estrelando René Alexandre, Alfred Zorilla e Maria Fromet.